# Elihu Root
Elihu Root (Clinton, 15 febbraio 1845 – New York, 7 febbraio 1937) è stato un politico statunitense,  38° Segretario di Stato, Premio Nobel per la pace nel 1912.

## Biografia
Nacque a Clinton, nello Stato di New York, in una famiglia borghese, da un padre docente di matematica presso l'Hamilton College. Laureatosi nel 1867 in giurisprudenza presso l'Università della sua città natale, fondò uno studio legale che negli anni lo portò ad essere considerato uno dei maggiori avvocati del paese, specializzato in diritto societario. Avvicinatosi alla politica, si iscrisse al Partito Repubblicano, distinguendosi per il suo attivismo. Nel 1899 il Presidente William McKinley lo nominò Ministro della Guerra, durante il conflitto ispano-americano.
Nel 1904 abbandonò temporaneamente la politica, per poi essere richiamato come Segretario di Stato dal Presidente Theodore Roosevelt, carica che ricoprì dal 1905 al 1909. Il suo impegno in quegli anni fu la ricerca della pacificazione nei confronti dei Paesi confinanti, attuando un forte scambio diplomatico col Giappone in particolare, conquistando per queste azioni il Premio Nobel nel 1912. Eletto senatore dal 1909 al 1915, rifiutò la candidatura successiva, affiancando politicamente il Presidente Woodrow Wilson durante il Primo conflitto Mondiale. Nel 1919 fece parte della delegazione degli Stati Uniti al Trattato di Versailles.